# Río Pilde
El río Pilde es un curso de agua del interior de la península ibérica, afluente del Arandilla. Perteneciente a la cuenca hidrográfica del Duero, discurre por las provincias españolas de Soria y Burgos.

## Curso
Discurre por España, por el suroeste de la provincia de Soria y el sureste de la provincia de Burgos.
Su nacimiento se ubica en el arroyo Mimbre, en la provincia de Soria. Recibe las aguas del río Seco, a la altura de Guijosa.  A partir de ahí el Pilde discurre paralelo a las carreteras SO-934, primero, en Soria, y BU-934, su continuación en la provincia de Burgos, hasta su desembocadura en la margen izquierda del río Arandilla, entre las localidades de Casanova y Peñaranda de Duero.

## Localidades
Las localidades situadas a lo largo de su cauce son Guijosa, Quintanilla de Nuño Pedro, Alcubilla de Avellaneda, Alcoba de la Torre, Brazacorta y Casanova.

## Pesca
En sus aguas, predominan la trucha y el barbo. Antiguamente también destacaba la abundancia de cangrejo de río en sus orillas. 